# Asperelo
Asperelo (oficialmente San Martiño de Asperelo) es una parroquia española del municipio de Rodeiro, perteneciente a la provincia de Pontevedra, en la comunidad autónoma de Galicia.

## Toponimia
La parroquia puede aparecer referida con las grafías «Asperelo» y «Asperielo».

## Historia
Hacia mediados del siglo XIX, la parroquia, ya por entonces perteneciente a Rodeiro, tenía contabilizada una población de 350 habitantes. Aparece descrita en el tercer volumen del Diccionario geográfico-estadístico-histórico de España y sus posesiones de Ultramar de Pascual Madoz con las siguientes palabras:

ASPERIELO ó ASPERELO (San Martin de): felig. en la prov. de Pontevedra (11 leg.), dióc. de Lugo (10), part. jud. de Lalin (1 1/2), y ayunt. de Rodeiro (1/2): sit. á la márg. izq. del Arnego y falda occidental del Faro, con buena ventilacion y clima saludable: reune hasta 55 casas: entre las varias ald. y barrios de los que se compone. La igl. parr. (San Martin) es uno de los anejos de San Estéban de Carboente, con quien confina por N. y E.; y por S. y O. con Santiago de Arnego: el terreno es montañoso, abundante en buenas fuentes y con arbolado de pinos, robles y castaño; la parte destinada al cultivo es de mediana calidad: los caminos penosos, y el correo se recibe por Lalin: prod. centeno, maiz patatas, algun lino y castañas: cria ganado de todas clases; y se encuentra caza mayor y menor: pobl. 60 vec., 350 alm.: contr. con su ayunt. (V.).
(Madoz, 1846, p. 46)

En 2023, tenía empadronados 148 habitantes.